# Lavallée
Lavallée és un municipi francès al departament del Mosa (regió de Gran Est). L'any 2007 tenia 96 habitants.

## Demografia

### Població
El 2007 la població de fet de Lavallée era de 96 persones. Hi havia 36 famílies, de les quals 12 eren unipersonals (8 homes vivint sols i 4 dones vivint soles), 8 parelles sense fills i 16 parelles amb fills.
La població ha evolucionat segons el següent gràfic:

### Habitatges
El 2007 hi havia 42 habitatges, 36 eren l'habitatge principal de la família, 1 era una segona residència i 5 estaven desocupats. 40 eren cases i 2 eren apartaments. Dels 36 habitatges principals, 34 estaven ocupats pels seus propietaris i 2 estaven llogats i ocupats pels llogaters; 1 tenia dues cambres, 5 en tenien tres, 6 en tenien quatre i 24 en tenien cinc o més. 29 habitatges disposaven pel capbaix d'una plaça de pàrquing. A 15 habitatges hi havia un automòbil i a 17 n'hi havia dos o més.

### Piràmide de població
La piràmide de població per edats i sexe el 2009 era:
| Homes | Edats   | Dones |
| ----- | ------- | ----- |
| 0     | 95 o +  | 0     |
| 0     | 90 a 94 | 0     |
| 0     | 85 a 89 | 0     |
| 0     | 80 a 84 | 0     |
| 0     | 75 a 79 | 0     |
| 0     | 70 a 74 | 0     |
| 4     | 65 a 69 | 4     |
| 8     | 60 a 64 | 0     |
| 0     | 55 a 59 | 4     |
| 0     | 50 a 54 | 0     |
| 8     | 45 a 49 | 4     |
| 0     | 40 a 44 | 4     |
| 0     | 35 a 39 | 0     |
| 8     | 30 a 34 | 4     |
| 8     | 25 a 29 | 0     |
| 0     | 20 a 24 | 8     |
| 0     | 15 a 19 | 0     |
| 0     | 10 a 14 | 4     |
| 0     | 5 a 9   | 8     |
| 4     | 0 a 4   | 4     |

## Economia
El 2007 la població en edat de treballar era de 57 persones, 42 eren actives i 15 eren inactives. De les 42 persones actives 35 estaven ocupades (19 homes i 16 dones) i 7 estaven aturades (4 homes i 3 dones). De les 15 persones inactives 5 estaven jubilades, 4 estaven estudiant i 6 estaven classificades com a «altres inactius».
Activitats econòmiques
L'únic establiment que hi havia el 2007 era d'una empresa de fabricació d'altres productes industrials.
L'any 2000 a Lavallée hi havia 6 explotacions agrícoles.

## Poblacions properes
El següent diagrama mostra les poblacions més properes.